# Barrio Luis Fuenmayor
Luis Fuenmayor es uno de los barrios que conforman la ciudad de Cabimas en el estado Zulia, Venezuela. Pertenece a la parroquia Germán Ríos Linares.

## Ubicación
Se encuentra entre los sectores  12 de octubre al oeste (Av 32), Los Hornitos al norte (carretera G), el Barrio Isabelino Palencia al este (Av 33) y el Barrio Roberto Lückert al sur.

## Zona Residencial
La comunidad fue fundada en los años 1980's consolidándose posteriormente, es uno de los sectores más humildes de Cabimas.

## Transporte
Se puede llegar en Bello Monte o con vehículos que vayan rumbo a Ciudad Sucre Cabimas.